# E = mc²
Formeln E = mc² i teoretisk fysik anger relationen mellan energin (E) hos en kropp, och dess massa (m), samt ljusets hastighet i vakuum (c, 299 792 458 m/s).

## Sambandets innebörd

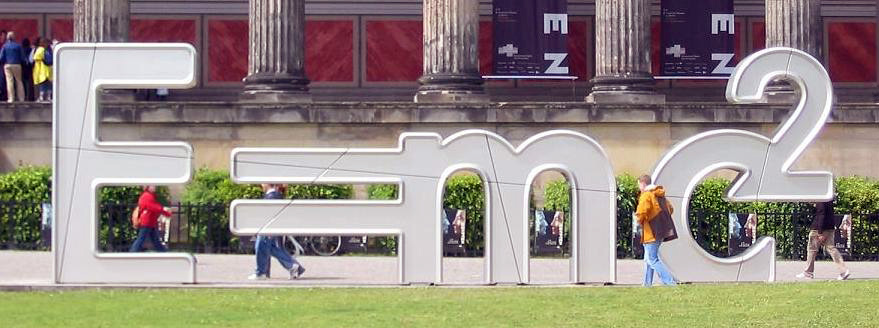
Formeln som skulptur i Walk of Ideas i Berlin.

Sambandet mellan energi och massa innebär att dessa är ett mått på samma sak. Även när en kropp i en given referensram är i viloläge så besitter den fortfarande energi motsvarande vilomassan. Detta är i motsats till klassisk mekanik, där en vilande kropp inte har någon energi alls. Det är på grund av detta som massan i vissa sammanhang kallas för en kropps viloenergi.
Omvänt så kan någonting som rör sig betraktas som att det har en "extra" massa motsvarande den rörelseenergi det har, så att en kropp i rörelse framstår som lite tyngre än om den var i vila.
Denna formel ger också kvantitativa förhållandet mellan energi och massa vid en process i vilken de omvandlas till varandra, som till exempel i kärnvapen. Då kan E ses som den energi som frigörs, när en viss mängd massa annihileras eller energin som absorberas för att skapa en viss mängd massa m. I de fallen är energin som frigörs (absorberas) lika med massan som annihileras (skapas) gånger ljusets hastighet i kvadrat.

## Historia
Sambandet formulerades 1905 av Albert Einstein i en av hans annus mirabilis-artiklar, Ist die Trägheit eines Körpers von seinem Energieinhalt abhängig? (Är en kropps tröghet beroende på dess energiinnehåll?), på en något annorlunda form:
| ” | Om en kropp avger energi L i form av strålning, så minskar dess massa med L/c². | „ |

Det är skillnaden i massa före och efter avgivandet av energi som är ekvivalent med L/c2, inte föremålets totala massa. Vid denna tidpunkt var sambandet enbart teoretiskt och ej belagt med experiment.